# Lisa Tucker

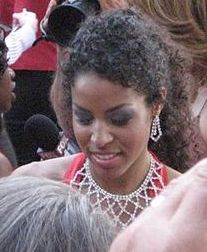
Lisa Tucker (2006)

Lisa Gabrielle Tucker (* 13. Juni 1989 in Anaheim, Kalifornien) ist eine US-amerikanische Schauspielerin und Sängerin, die als Teilnehmerin der Castingshow American Idol bekannt wurde. Sie belegte 2006 in der fünften Staffel den zehnten Platz.

## Leben
Tucker wurde in Anaheim geboren und hat zwei ältere Brüder. Beide Brüder waren Backgroundsänger und Choreographen für Tuckers Konzert 2002.
Im Alter von 16 Jahren sang sie für die fünfte Staffel von American Idol in Denver, Colorado mit dem Song One Moment in Time von Whitney Houston vor. Simon Cowell sagte damals, sie wäre die beste 16-Jährige Sängerin, die er jemals in den Shows gesehen hat. Am 29. März 2006 musste sie die Show mit dem 10. Platz verlassen.
Tucker ist auch Songwriterin, Gitarristin, Pianistin und lernt Schlagzeug.

## Diskographie
| Jahr | Album                              | Label           |
| ---- | ---------------------------------- | --------------- |
| 2002 | Rocket Baby: Shake, Rattle & Rhyme | Rocket Baby     |
| 2003 | Star Search - The Finalists        | Sony            |
| 2003 | Please Come Home for Christmas     | OnePoint        |
| 2006 | American Idol Season 5: Encores    | RCA             |
| 2006 | My Friends & Me                    | Concord Records |

## Filmografie
Ihre deutsche Synchronstimme ist Kristina von Weltzien.
- 2006: O.C., California (The O.C., Fernsehserie, Folge 3x23)
- 2007: Born in the USA (Fernsehfilm)
- 2007–2008: Zoey 101 (Fernsehserie, 5 Folgen)
- 2008: The Hustle
- 2009: 90210 (Fernsehserie, Folge 1x14)
- 2009: The Game (Fernsehserie, 3 Folgen)
- 2011: Vampire Diaries (The Vampire Diaries, Fernsehserie, 3 Folgen)